# Drácula (1931)
Dracula (bra/prt: Drácula) é um filme estadunidense de 1931, do gênero terror, dirigido por Tod Browning. Produzido pela Universal Studios, o roteiro adaptou a peça de teatro homônima de Hamilton Deane e John L. Balderston, que por sua vez, se baseia no famoso livro de Bram Stoker.

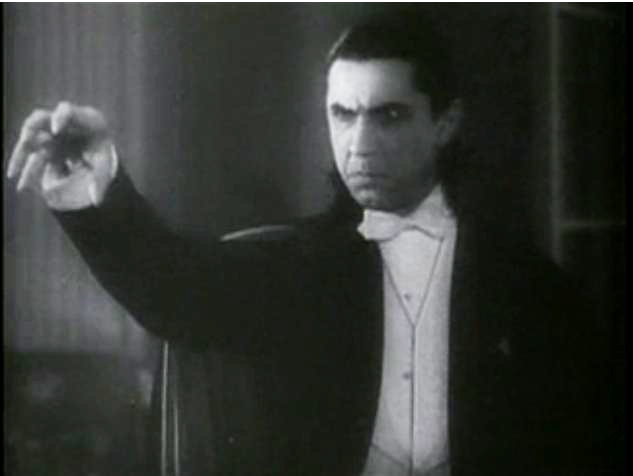
Bela Lugosi como Drácula.

O ator Lon Chaney foi inicialmente escalado para o papel de Drácula, pórem, teve que ser substituído pelo ator Bela Lugosi, que havia estrelado a peça de teatro que deu origem ao filme, porquanto houvesse sido diagnosticado com câncer na garganta à época da produção do filme, no final de 1930, vindo a falecer alguns meses depois.

## Sinopse
Na noite sinistra dos "Walpurgis", após uma travessia de carruagem pelos montes Cárpatos, na Europa Central, o advogado Renfield chega ao castelo do Conde Drácula, na Transilvânia. Sua missão é finalizar o contrato do aluguel de uma propriedade em Londres, a abandonada Abadia Carfax, para o Conde. Ele não sabe, mas seu nobre anfitrião é um vampiro, que se alimenta de sangue humano e só pode sair à noite, seja como um humano, ou transmutado em um morcego, lobo ou até mesmo em uma espessa névoa. O Conde deixa Renfield inconsciente com uma droga misturada a um vinho, o hipnotiza e o transforma em seu escravo. Renfield cuida para que Drácula seja transportado pelo navio Vesta, em seu caixão, até Londres.
Ao chegar ao porto da cidade britânica, a tripulação do Vesta se encontra toda morta e o único sobrevivente aparente é Renfield, completamente enlouquecido e se alimentando do sangue de pequenos animais. Ele é enviado a um manicômio, enquanto Drácula começa a atacar os londrinos. 
Drácula atrai Mina Seward, filha do Dr. Jack Sewar, que cuida do manicômio. Quando Mina passa a agir estranhamente, o Dr. Seward chama seu amigo, o Dr. Abrahan Van Helsing, que percebe que a moça foi vitimada por um vampiro. Ele encontra Drácula e logo o identifica como sendo a criatura que atacou Mina, pois o conde não reflete no espelho e sente repulsa por uma erva  (que depois seria traduzido para "alho"). Então, juntamente com o irmão de Mina, John, eles tentam impedir que o maligno Conde continue com seus planos inumanos, mas no final os caçadores acham Drácula e Mina deitados nos caixões. Van Helsing pega duas estacas e enfia no coração de Drácula e, em seguida, no coração de Mina. Devido a transformação de Mina ainda não ter sido completa, ,ela volta a sua forma humana e Drácula morre.

## Elenco principal
- Béla Lugosi, como Conde Drácula
- Helen Chandler, como Mina Harker
- David Manners, como John Harker
- Dwight Frye, como Renfield
- Edward Van Sloan, como Abraham Van Helsing
- Herbert Bunston, como Doutor Jack Seward
- Frances Dade, como Lucy Weston
- Joan Standing, como Briggs
- Charles K. Gerrard, como Martin

## Sequências
- Dracula's Daughter (1936), que continua a história do mesmo ponto da qual o primeiro filme terminou;
- Son of Dracula (1943), com Lon Chaney, Jr.;
- House of Frankenstein (1944), com o retorno do Conde à vida;
- House of Dracula (1945);
- Abbott and Costello Meet Frankenstein (1948).